# Phare de Tarbat Ness
Le phare de Tarbat Ness (en gaélique écossais : Rubha Thairbeirt) est un phare qui se trouve à l'extrémité nord-ouest de la péninsule de Tarbat Ness (en) près du village de pêcheurs de Portmahomack (en) (Caithness, Sutherland and Easter Ross) dans le comté des Highland au nord-est de l'Écosse.
Ce phare est géré par le Northern Lighthouse Board (NLB) à Édimbourg, l'organisation de l'aide maritime des côtes de l'Écosse.
Il est maintenant protégé en tant que monument classé du Royaume-Uni de catégorie A.

## Histoire
À la bataille de Tarbat Ness au XIe siècle, Thorfinn Sigurdsson (1009-1065) a vaincu « Karl Hundason », peut-être le nom viking pour Macbeth, selon la Orkneyinga saga (Saga des Orcadiens). Plus tard, dans les années 1480 sur la péninsule de Portmahomack, le Clan Ross (en) fit prisonnier une partie du Clan Mackay (en) les enfermant dans la vieille église de Tarbat et y mettant le feu. Cet événement est connu comme la Battle of Tarbat (en).

## Le phare

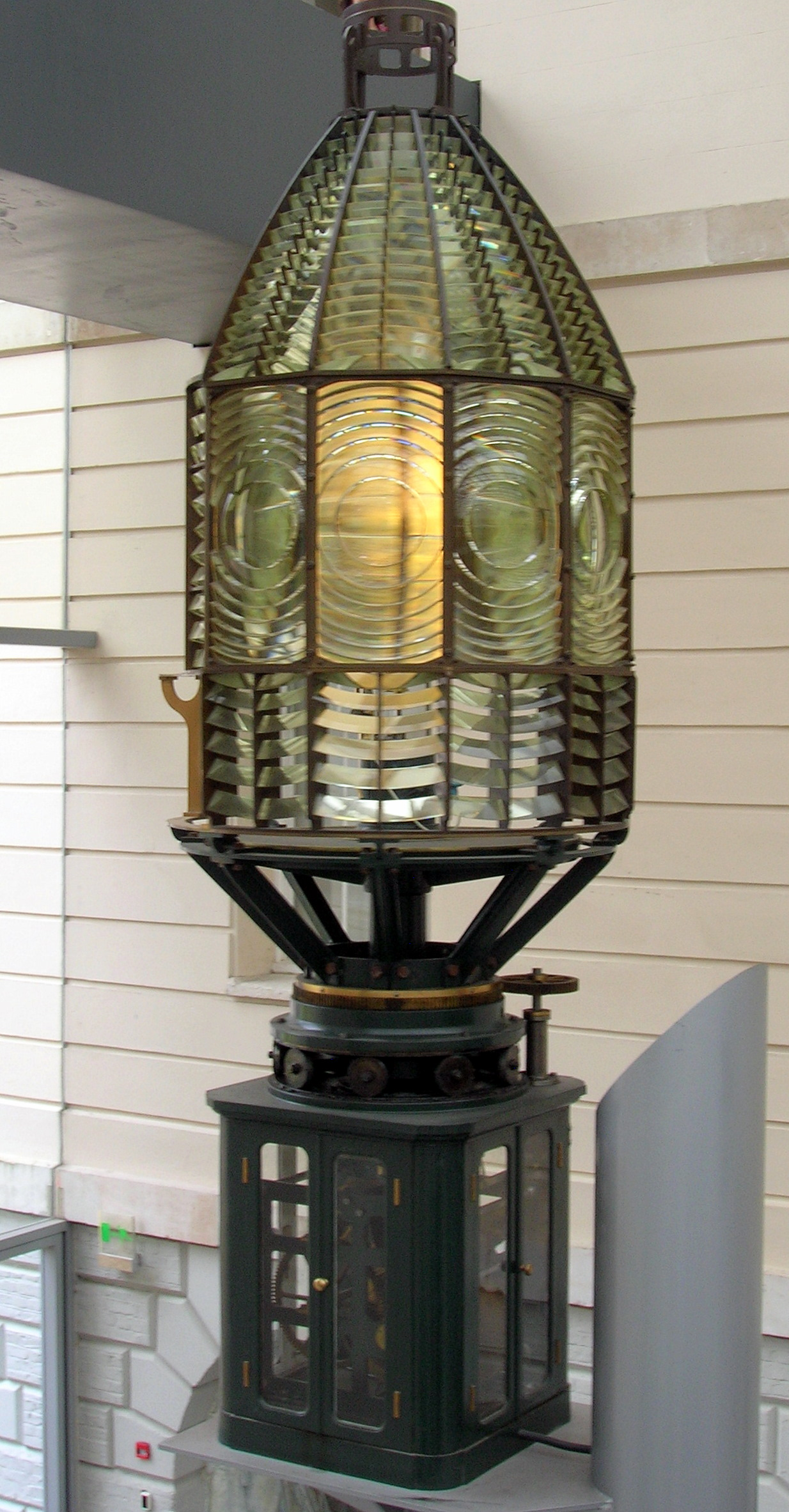
Optique de 1892

Une tempête dans le Moray Firth en novembre 1826 a vu la perte de 16 navires et a amené la décision de construirer des phares à Tarbat Ness et à Covesea Skerries.
Le phare de Tarbat Ness a été conçu par l'ingénieur écossais Robert Stevenson du NLB et la lumière a été emise en service pour la première fois le 26 janvier 1830. James Smith d'Inverness fut l'entrepreneur responsable de la construction du phare. La tour du phare de Tarbat Ness est la troisième plus haute d'Écosse derrière celui de North Ronaldsay et Skerryvore et il est remarquable pour avoir deux bandes distinctes rouge larges.
Des chocs dus à des tremblements de terre ont été parfois rapportés et Tarbat Ness fut une fois touché de sorte que les verres de lampe furent secoués.
Tarbat Ness est également un lieu d'intérêt particulier pour l'observation des oiseaux migrateurs.

### Lien connexe
- Liste des phares en Écosse